# Windesheim (Alemanha)
Windesheim (Alemanha) é um município da Alemanha localizado no distrito (Kreis ou Landkreis) de Bad Kreuznach, na associação municipal de Verbandsgemeinde Langenlonsheim, no estado da Renânia-Palatinado.